# HIP 13044 b
HIP 13044 b sería un planeta extrasolar como  Júpiter, que orbita alrededor de la estrella HIP 13044, a una distancia de 2.000 años luz de la Tierra en la constelación de Fornax. Su descubrimiento fue anunciado el 18 de noviembre de 2010. De acuerdo con las teorías evolucionistas HIP 13044 nació en otra galaxia, y se convirtió en parte de la Vía Láctea cuando la galaxia de la estrella principal fue absorbida por la nuestra hace alrededor de 6-9 mil millones de años, con los restos de galaxia que forma la corriente de Helmi.
Tras un análisis subsecuente de los datos se reveló problemas con la detección: por ejemplo se aplicó una corrección baricéntrica errónea (el mismo error también había dado lugar a reclamaciones sobre la posibilidad de planetas alrededor de HIP 11952 que fueron posteriormente refutadas). Después de aplicar las correcciones, no hay evidencia de que un planeta orbite la estrella.

## Descubrimiento

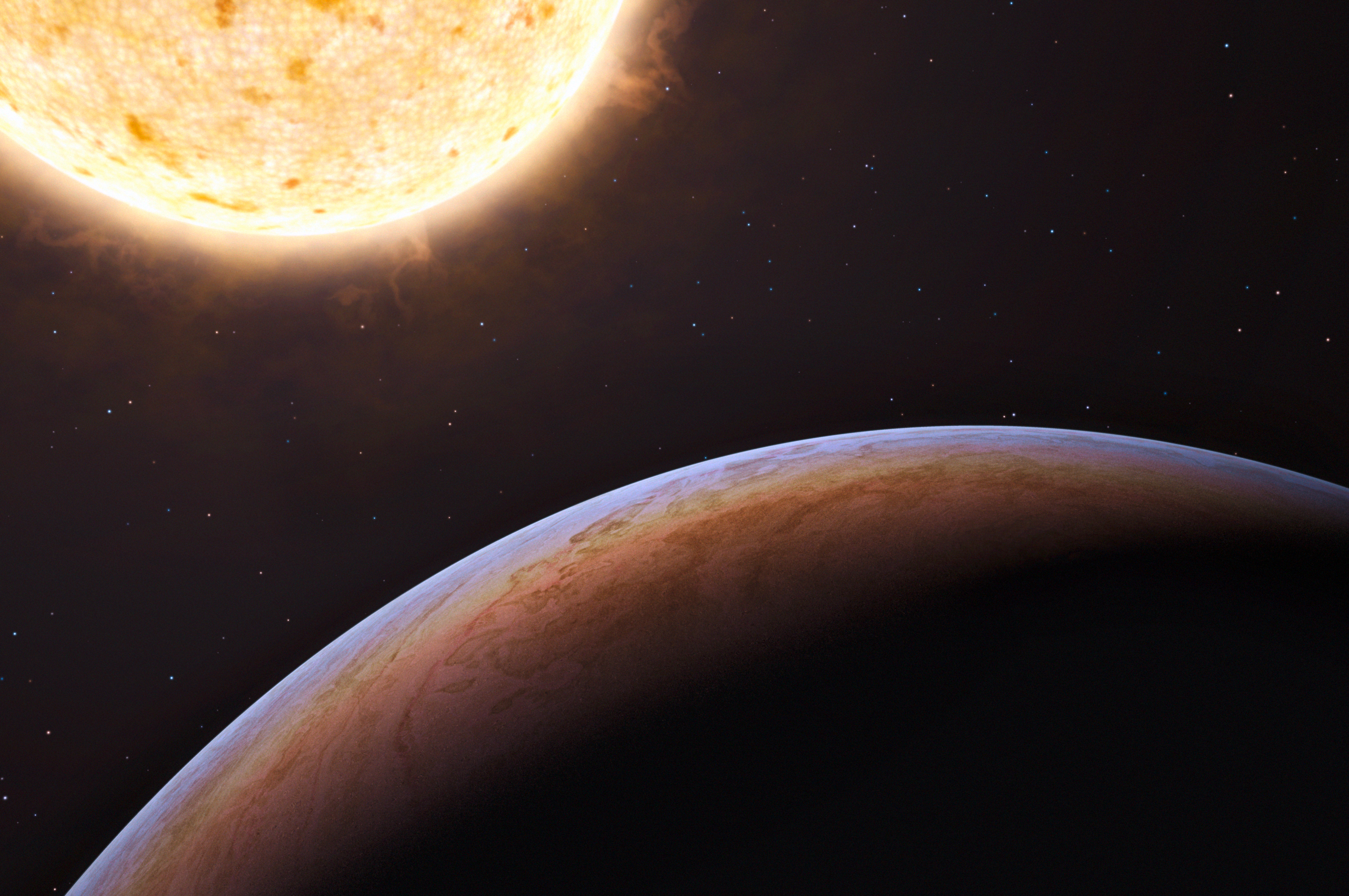
Esta impresión artística muestra HIP 13044 b, un exoplaneta orbitando una estrella que entró en nuestra galaxia, la Vía Láctea, desde otra galaxia. Este planeta de origen extragaláctico fue detectado por un equipo europeo de astrónomos utilizando el telescopio MPG / ESO de 2,2 metros en el Observatorio La Silla de ESO en Chile. El planeta, similar a Júpiter es particularmente inusual, ya que se encuentra orbitando una estrella que está cercana al final de su vida y podría estar a punto de ser devorado por ella, dando pistas sobre el destino de nuestro propio sistema planetario en un futuro lejano.

El estudio que llevó al descubrimiento del planeta fue realizado por un equipo de la Instituto Max Planck de Astronomía. Rainer Klement, del Instituto Max Planck, dijo que el descubrimiento es emocionante para los astrónomos porque es la primera vez que un sistema planetario, ha sido descubierto en una corriente estelar de origen extragaláctico.

El planeta fue descubierto usando el telescopio de 2,2 m  MPG/ESO con base en tierra en el Observatorio Europeo del Sur de La Silla, Chile, con el método de velocidad radial, que consiste en detectar las pequeñas oscilaciones de una estrella causado por un planeta que tira de él.
El descubrimiento del planeta también puede sugerir la necesidad de replantear cuestiones en  formación planetaria  y la supervivencia, ya que es el primer planeta descubierto que alrededor de una estrella que es a la vez muy antigua y muy pobre en metales.
 El planeta entonces desafía el modelo de acreción del núcleo en la formación planetaria, ya que puede ser poco probable que un núcleo planetario de suficiente masa se haya formado, y puede significar que se formó a través del modelo de disco inestabilidad modelo competencia de la formación planetaria.

## Propiedades
La estrella del planeta, HIP 13044, gira un poco veloz, tal vez porque se había tragado a sus planetas interiores durante la fase de gigante roja.
 Tiene una órbita galáctico excéntrica, con una distancia de 7 a 16 kiloparsecs
La estrella HIP 13044 se encuentra en las etapas finales de su vida como una estrella de la   rama horizontal, fusionando el helio en su núcleo. Es probable que el planeta órbitaba más lejos de la estrella antes de su fase de gigante roja, y llegó a su actual ubicación debido a la fricción interacciones con la envoltura de gas externo de la estrella. Como la estrella se espera se someta a una nueva fase de expansión antes de convertirse en una enana blanca, el destino final del planeta es incierto.